# 三村和弘
三村 和弘（みむら かずひろ、1980年-）は、日本の撮影監督。日本大学芸術学部映画学科卒業。

## 撮影作品

### 映画
- ジャポニカ・ウイルス （2006年）
- SR サイタマノラッパー （2008年）
- SR サイタマノラッパー2 女子ラッパー☆傷だらけのライム （2010年） - 兼照明
- シロメ （2010年）
- 劇場版 神聖かまってちゃん ロックンロールは鳴り止まないっ （2011年） - 兼照明
- THE Magician （2011年）
- SRサイタマノラッパー ロードサイドの逃亡者 （2012年）
- ナゾトキネマ　マダム・マーマレードの異常な謎 （2013年）
- ローリング（2015年）
- アイズ （2015年）

### ショートフィルム
- 黄昏家族 （2005年）[1]
- 行路I （2005年）[1]

### オリジナルビデオ
- くりいむレモン 魔人形【マ･ドール】（2007年）